# Jean-Louis Beaumont
Jean-Louis Beaumont (París, 10 de noviembre de 1925 – Saint-Maur-des-Fossés, 31 de agosto de 2013) fue un político francés.
Beaumont fue profesor de medicina en la Centre hospitalier universitaire Henri-Mondor.
En las elecciones municipales, Beaumont derrotó al alcalde de Saint-Maur-des-Fossés Gilbert Noël en 1977, y permaneció en ese puesto hasta 2008, ecogiendo no presentarse a la reelección ese año. Beaumont setuo en la Asamblea Nacional de 1978 a 1981 como representante no adscrito del Val-de-Marne. Tuvo una segunda parte en la Asamblea como diputado entre 1993 y 1997 representando a Val-de-Marne cuando estaba en las filas de la Unión para la Democracia Francesa, perdiendo la reelección frente a Henri Plagnol, un asesor de su gobierno municipal. Beaumont murió en su casa en Saint-Maur-des-Fossés el 31 de agosto de 2013, a la edad de 87 años.